# Kikihia longula
Kikihia longula är en insektsart som först beskrevs av Hudson 1950.  Kikihia longula ingår i släktet Kikihia och familjen cikador. Inga underarter finns listade i Catalogue of Life.